# Source Salmière
44° 50′ 12″ N, 1° 42′ 05″ E
La source Salmière se trouve dans le Quercy sur le Causse de Gramat à environ un kilomètre au nord d'Alvignac sur le territoire de la commune de Miers, au nord-est du Lac de la Source. Les bâtiments et installations occupent le fond de vallée à 288 mètres d'altitude. Le ruisseau des cazelles sépare à cet endroit les deux communes. Les lieux-dits voisins sont : la Sole (Alvignac) et la Baule (Miers).

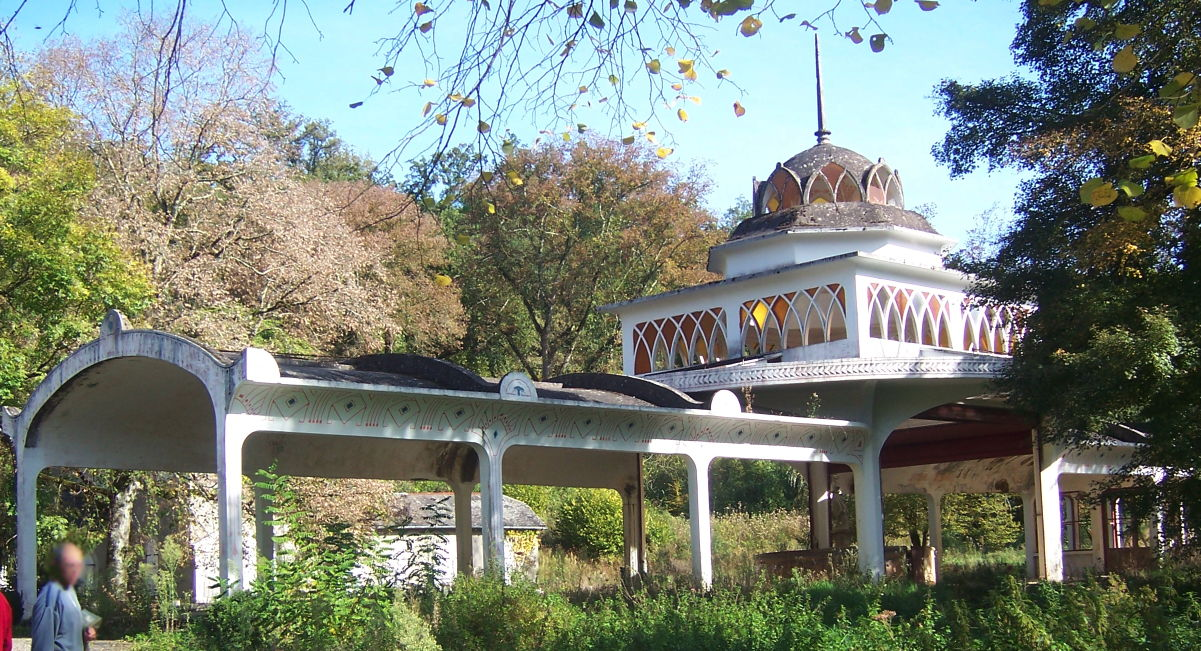
Le Pavillon des Eaux de la source Salmière de Miers

## La source
L'eau de la source Salmière est captée dans l'ancien bâtiment thermal. Elle provient d'un fil d'eau issu droit du Massif Central profitant de la faille dans l'anticlinal NE Padirac Miers (source CNRS J. Montpeyroux) et non d'une nappe captive du Lias inférieur.
Cette nappe n'est pas captive; depuis elle a été colorée, suivie et se déverse dans la Dordogne proche de Floirac.
En 1968, un forage de diamètre 125 mm et de 49,5 m de profondeur fait passer le débit de ce forage de 0,1 à 1,5 m3/h. L'eau est ensuite dirigée en 1997 vers l'usine d'embouteillage et le Pavillon des Eaux. Les bouteilles produites sont vendues en pharmacies et en magasins diététiques.
L’eau de Source Salmière, embouteillée depuis 1850 à 1980, fortement minéralisée, qualifiée de médicinale, délivrée sous avis médical, était celle de la source Salmière captée dans l’ancien bâtiment thermal.
L'eau est commercialisée depuis 2020 sous forme de cures par la marque Alvina, grâce à l'arrêté préfectoral 46-2016-04-13-001 et au rapport du 20 Juin 2006 de l'Académie de Médecine qui en autorisent l'exploitation,,.

## L'eau de Miers

### Études et publications
Les eaux sulfatées sodiques de Miers ont des effets sur des affections du système digestif et des voies urinaires.
En 1624, Fabry, docteur en médecine, publia un ouvrage sur les propriétés de cette eau,.
Le 6 juin 1733, François Chicoyneau, Premier médecin du roi et Surintendant des eaux minérales, concède la charge d'intendant des « eaux de Mié dans la vicomté de Turenne » au docteur Foulhiade. Ce dernier était chargé de contrôler l'usage et la commercialisation des eaux médicinales. 
Joseph Lieutaud (1703 - 1780), médecin de Louis XVI fit paraître un traité thérapeutique dans lequel il préconisait l'eau de Miers pour les vaporeux, les hypocondriaques, les hystériques, les fièvres intermittentes, les maladies des reins, de la vessie...
En 1872, Ernest Barrault rédige le Traité des eaux minérales de France et de l'étranger et  qualifie l'eau de Miers de laxative. L'eau fut analysée par MM. Boulay et Henry de l'École des Mines.

### Composition
- Elle appartient au groupe des eaux fortement minéralisées.
- pH: 7,1

| éléments                    | Proportion en mg/l |
| --------------------------- | ------------------ |
| Hydrogénocarbonates (HCO3-) | 213,5              |
| Sulfates (SO42-)            | 3040               |
| Chlorures (Cl-)             | 12                 |
| Nitrates (NO3-)             | <1                 |
| Nitrites (NO2-)             | 0,03               |
| Fluorures (F-)              | 1,5                |
| Calcium (Ca2+)              | 440                |
| Magnésium (Mg2+)            | 254                |
| Sodium (Na+)                | 445                |
| Potassium (K+)              | 9,6                |
| Lithium (Li+)               | 0,18               |
| Fer (Fe2+)                  | 95                 |
| Manganèse (Mn2+)            | 7                  |
| Strontium (Sr2+)            | 9,92               |
| Ammonium (NH4+)             | 1,6                |

| Oligo-éléments | Proportion en micro g/l |
| -------------- | ----------------------- |
| Aluminium (Al) | <20                     |
| Arsenic (As)   | <1                      |
| Bore (B)       | 1200                    |
| Cadmium (Cd)   | <0,05                   |
| Chrome (Cr)    | <1                      |
| Cuivre (Cu)    | <1                      |
| Plomb (Pb)     | <1                      |
| Sélénium       | <1                      |
| Zinc           | 5                       |

## Les bâtiments

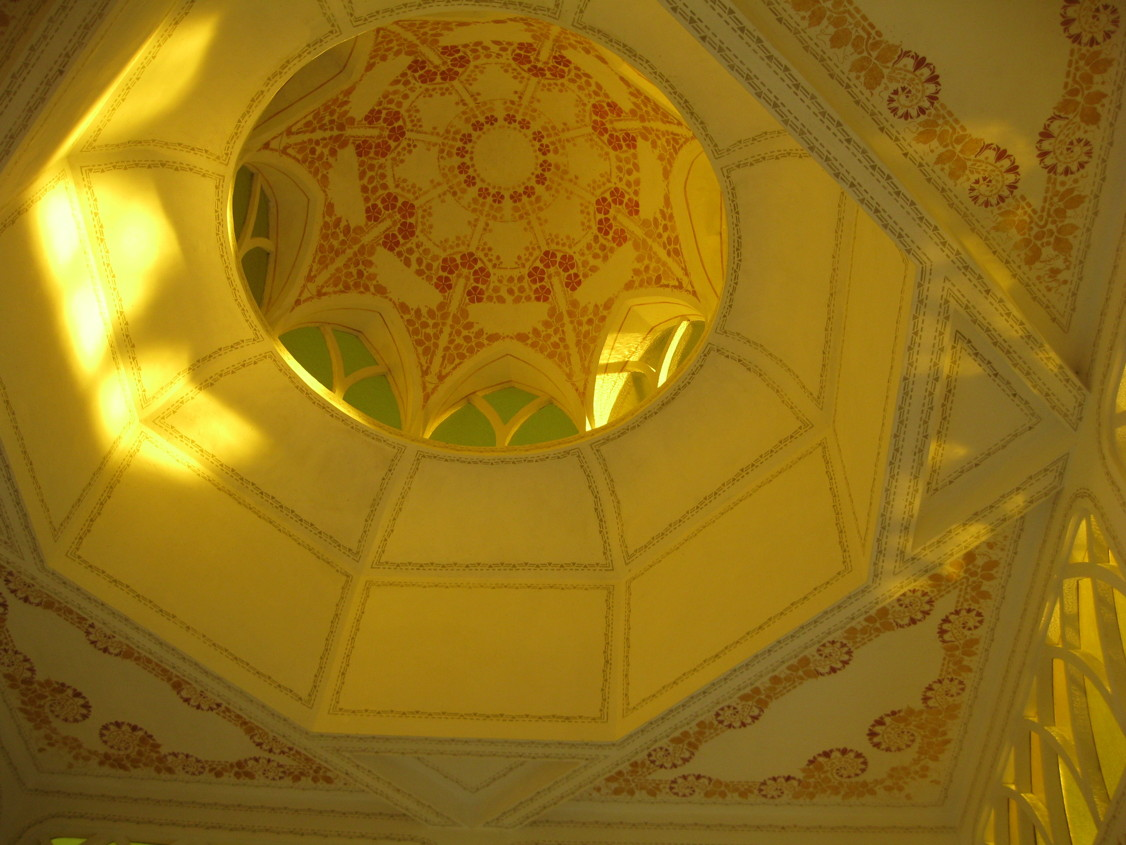
Coupole du Bâtiment des Eaux.

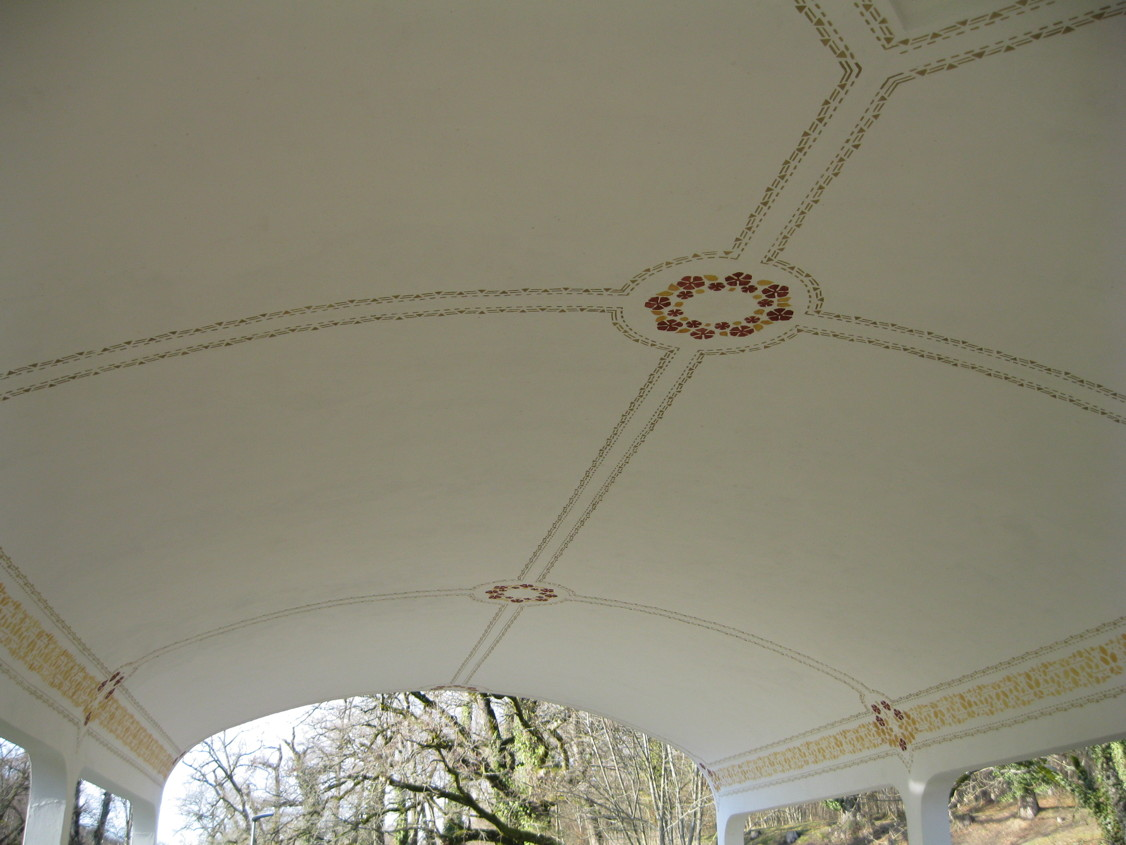
Plafond restauré en 2015.

En 1703, « la fontaine était bâtie en forme de tour ronde, la porte fermée à clef. »
La plupart des bâtiments furent construits au début du XXe siècle pour accueillir les curistes, sont visibles :
- Le Pavillon des Eaux : construit de 1904 à 1906 par l'architecte Joachim Richard avec une structure de béton à voile mince (technique Hennebique), il a une forme extérieure de pagode. Au centre un espace circulaire permettait aux curistes de ranger leurs tasses et de venir déguster l'eau de la source.
- Le bâtiment protégeant le forage de 1962.
- Le bâtiment de la source.
- Le kiosque du bouillon : rotonde ouverte à structure en béton et charpente traditionnelle en bois. Les curistes y buvaient un bouillon d'herbes en complément de l'eau de la source.
- Le site d'embouteillage
- Le restaurant « Au fil de l'eau », en balcon au-dessus du lac.

## Les activités

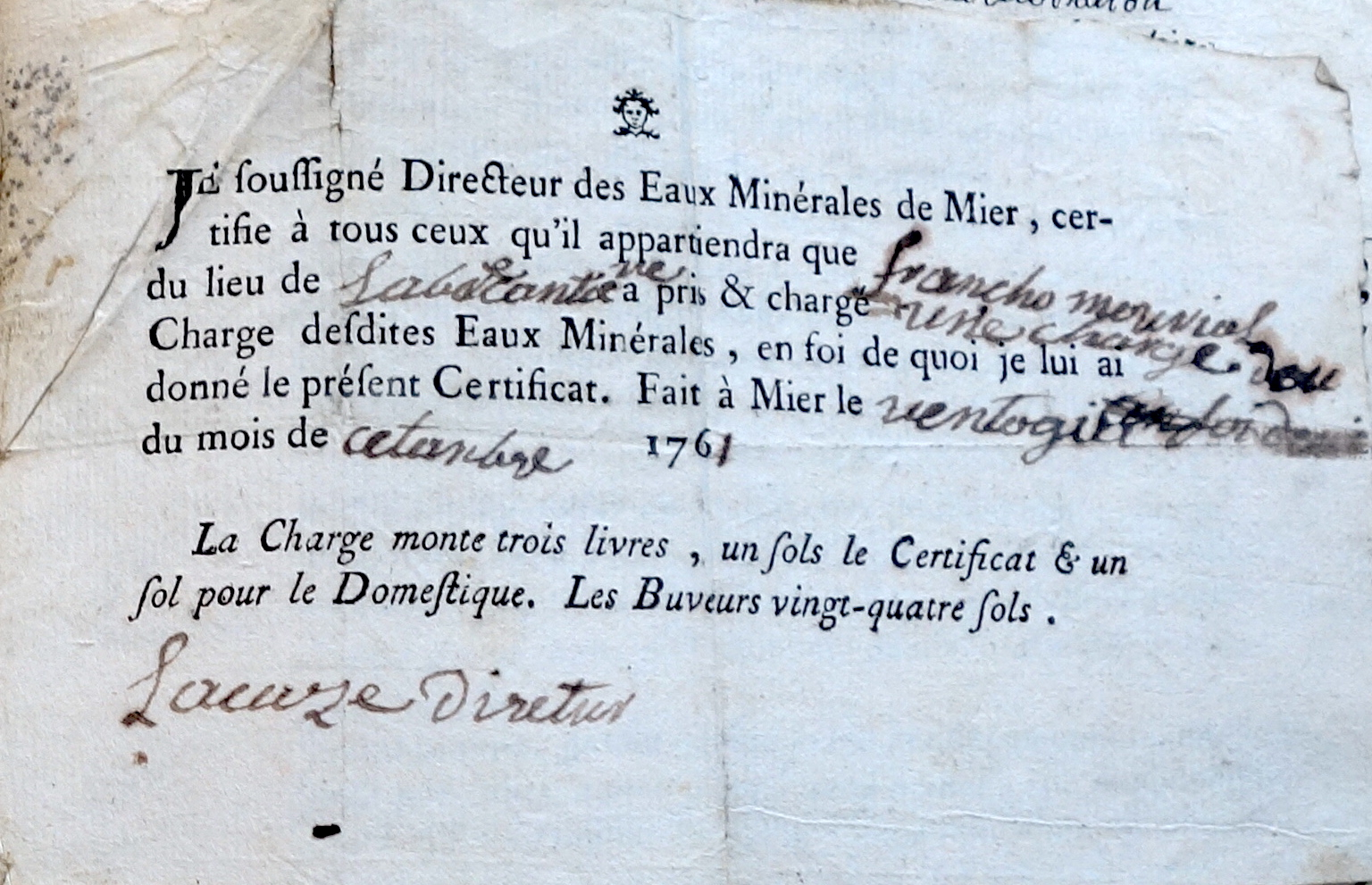
Certificat de vente, 1761

En 1911, un établissement thermal fut ouvert et connut son apogée au début du XXe siècle, de nombreuses cartes postales soulignaient le caractère laxatif des eaux. Le site ferma en 1981.
En 1998, les communes de Miers et d'Alvignac rouvrirent le site et effectuèrent de grands travaux de réhabilitation de toutes les installations, espaces verts, mini-golf et restaurant ; mais toute activité s'est de nouveau arrêtée en 2005 ; le SIVU Miers-Alvignac et l'Association des Amis de la source Salmière ont travaillé au redémarrage et à l'entretien du site depuis 2012,.
Le 30 novembre 2015, le chantier de restauration du pavillon des eaux a été réceptionné par les élus des communes d'Alvignac et de Miers.
Le 18 décembre 2015, le restaurant-bar sur pilotis « Au fil de l'eau » a ouvert ses portes après de grands travaux de réhabilitation.
La société à mission Alvina, relance l'exploitation en 2020 et fait revivre le lieu. L'eau médicinale est désormais commercialisée sous forme de cures.

## Galerie

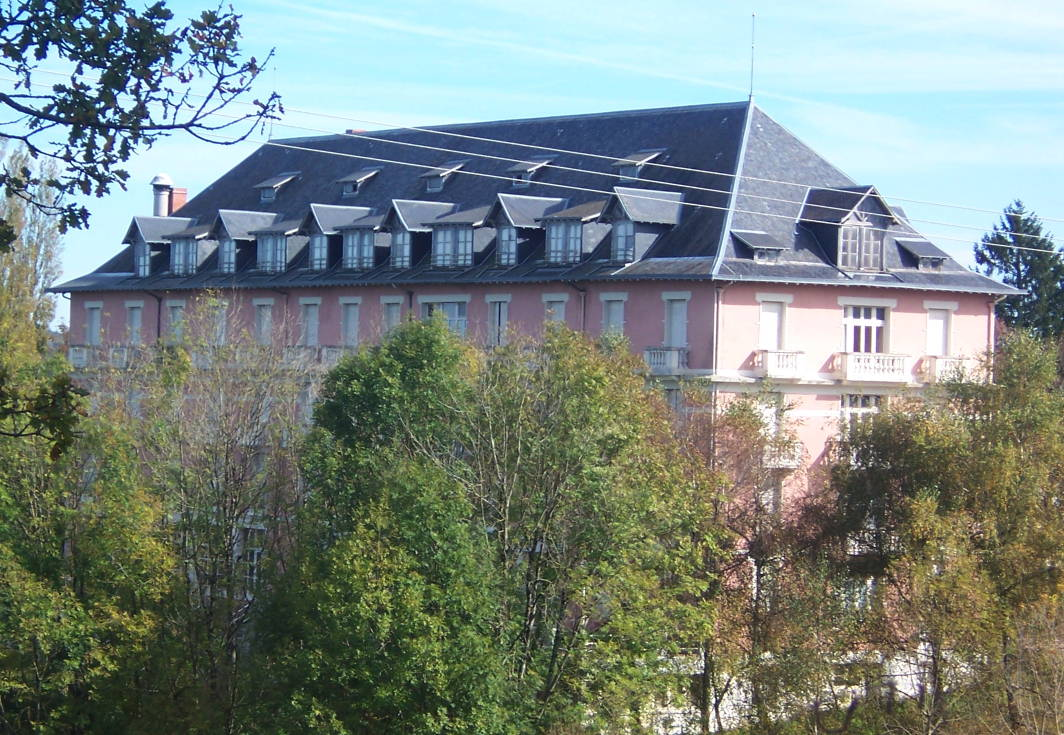
Le grand hôtel de la source.
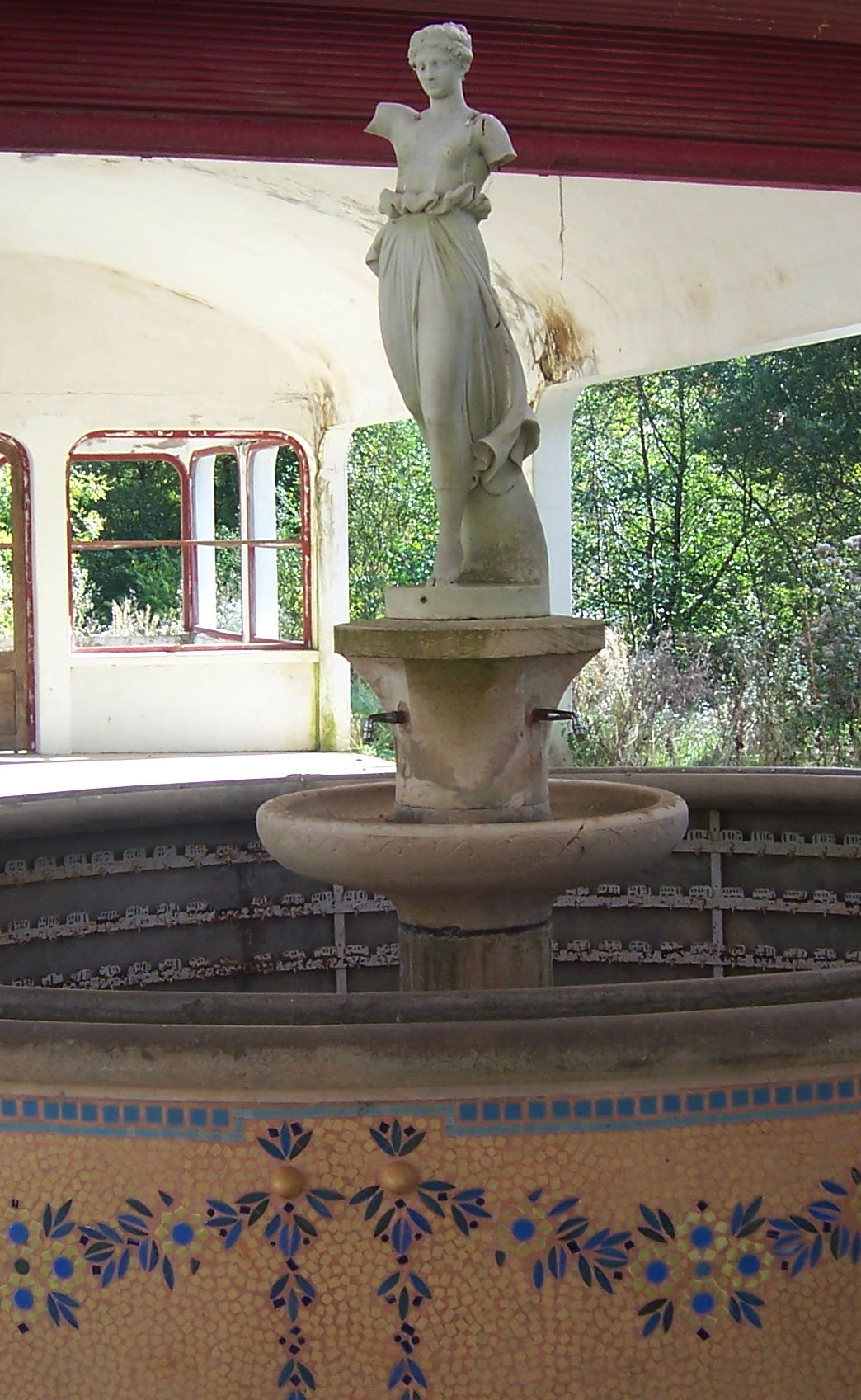
Statue de la déesse Hébé dans le Pavillon des Eaux.